# Бель-Тер (Нью-Йорк)
Бель-Тер (англ. Belle Terre) — селище (англ. village) в США, в окрузі Саффолк штату Нью-Йорк. Населення — 808 осіб (2020).

## Географія
Бель-Тер розташований за координатами 40°57′39″ пн. ш. 73°4′2″ зх. д. / 40.96083° пн. ш. 73.06722° зх. д. (40.960698, -73.067274).  За даними Бюро перепису населення США в 2010 році селище мало площу 2,29 км², уся площа — суходіл.

## Демографія
Згідно з переписом 2010 року, у селищі мешкали 792 особи в 286 домогосподарствах у складі 224 родин. Густота населення становила 346 осіб/км².  Було 308 помешкань (134/км²).
Расовий склад населення:
| - 92,6 % — білих - 3,3 % — азіатів - 1,3 % — чорних або афроамериканців - 0,1 % — корінних американців - 1,3 % — осіб інших рас |

До двох чи більше рас належало 1,5 %. Частка іспаномовних становила 3,9 % від усіх жителів.
За віковим діапазоном населення розподілялося таким чином: 24,7 % — особи молодші 18 років, 55,2 % — особи у віці 18—64 років, 20,1 % — особи у віці 65 років та старші. Медіана віку мешканця становила 48,2 року. На 100 осіб жіночої статі у селищі припадало 101,0 чоловіків;  на 100 жінок у віці від 18 років та старших — 92,9 чоловіків також старших 18 років.
Середній дохід на одне домашнє господарство  становив 264 407 доларів США (медіана — 204 750), а середній дохід на одну сім'ю — 281 617 доларів (медіана — 219 531). Медіана доходів становила 154 125 доларів для чоловіків та 89 375 доларів для жінок. За межею бідності перебувало 5,2 % осіб, у тому числі 5,8 % дітей у віці до 18 років та 1,3 % осіб у віці 65 років та старших.
Цивільне працевлаштоване населення становило 346 осіб. Основні галузі зайнятості: освіта, охорона здоров'я та соціальна допомога — 35,0 %, науковці, спеціалісти, менеджери — 16,2 %, виробництво — 10,7 %, фінанси, страхування та нерухомість — 7,2 %.